# Kazuya Kawaguchi
Kazuya Kawaguchi (河口 和也?  1963) es un sociólogo japonés y profesor en la Facultad de Humanidades de la Universidad Hiroshima Shudo. Se ha declarado públicamente como gay y entre sus investigaciones están las de matrimonio igualitario y sistemas de declaración de vínculos. Kawaguchi también advoca activamente por reformas legales que comparte a través de charlas y conferencias que da por todo Japón. Jugó un papel central llevando a cabo encuestas a nivel nacional por todo Japón sobre conocimiento de minorías sexuales (por ejemplo, personas que pertenecen a la comunidad LGBT) en 2015 y 2019.

## Carrera
En la década de 1990, Kawaguchi, junto a Keith Vincent y Takashi Kazama, organizaron el "Grupo de Estudio de Identidad" dentro de la Asociación por el movimiento lésbico y gay en Japón (ahora conocida como OCCUR). Fue coeditor de la primera antología que contenía una traducción de la teoría queer occidental al idioma japonés.
El 12 de febrero de 1991 OCCUR demandó al Gobierno Metropolitano de Tokio por daños y perjuicios después de que les negaran el acceso a la Casa de la Juventud de Fuchu a las personas pertenecientes al colectivo LGBTQ+ el año anterior. Las personas demandantes fueron Masashi Nagata, Takashi Kazama y Masanori Kanda. Kawaguchi, como miembro de OCCUR, participó activamente en la batalla legal. En marzo de 1994 el Tribunal de distrito de Tokio falló a favor de los demandantes y en septiembre de 1997 el Tribunal Superior de Tokio desestimó la apelación del gobierno metropolitano.

## Obras
- Kazuya Kawaguchi, Estudios queer [kuia sutadizu], 2003, Iwanami shoten, ISBN 9784000270045